# 중화인민공화국의 교육
중화인민공화국의 교육은 중화인민공화국의 교육 방법이나 방침을 말한다.

## 학제
| 나이       | 학교     |
| ---------- | -------- |
| 만 6~11세  | 초등학교 |
| 만 12~14세 | 중학교   |
| 만 15~17세 | 고등학교 |
| 만 19~22세 | 대학교   |

중국의 학교교육은 기초교육(유치원, 초등학교, 중등교육), 직업기술교육, 고등교육 및 성인교육으로 구분한다. 한국과 같이 6-3-3-4제를 기본 학제로 하지만 생활 수준과 지역 실정에 따라 농촌 및 내륙지역 등 일부 지역은 변형된 학제를 운영하기도 한다. 중국의 학교교육은 기초교육(유치원, 초등학교, 중등교육), 직업기술교육, 고등교육 및 성인교육으로 구분한다.

## 초등 교육
중국은 1986년 4월 의무교육법의 제정으로 ‘9년 의무교육제’를 채택하여 무상교육을 실시하고 있다. 중국의 초등학생들은 거주하는 지역 가까이에 있는 학교에 배정한다. 학부모들은 교과서 비용으로 매학기 소액의 금액을 지불하고 그 외 교통수단, 음식, 난방 등에 비용을 지출한다. 기업체나 개인으로부터 모금을 하여 교육 확충 사업을 지원하는 ‘희망공정(希望工程)’, 즉 희망 프로젝트를 통해 교육 환경이 낙후된 지역에 대한 교실의 신축·증축이나 교재 보급 등을 하고 있다. (1989년부터 2009년까지 56억 7천만 위안 자금을 모집하고 346만 명의 학생들에게 도움을 제공하였으며 빈곤지역 등에 희망소학교 1만 5,940개를 건설하였다.)  6세 이상 12세 이하의 학생들이 초등학교에 다니며 대부분 지방정부에서 관리한다. 1995년 이후 주 6일 수업제에서 주 5일 수업제로 바뀌었다. 일 년은 두 학기로 구성되며 각각 3월 1일과 9월 1일에 새학기가 시작되고 여름방학은 7, 8월, 겨울방학은 12, 1월이다. 6년 동안 같은 담임선생님 한 명이 학생들을 담당하는 것이 일반적이다.
도시 초등학교는 전형적으로 한 주의 수업을 각각 45분씩 24개에서 27개로 나누지만 시골지역에서는 반나절 학교교육, 보다 유연한 일정 등으로 이와는 조금 다른 모습을 보이기도 한다. 초등 저학년에서는 <품덕과 생활>, <어문>과 <수학> 및 <체육>, <예술>(또는 <음악>이나 <미술>) 등을 개설하고, 초등 중·고학년에서는 <품성과 사회>, <어문>과 <수학>, <과학>, <외국어>, <종합실천활동>, <체육>, <예술>(또는 <음악>이나 <미술>) 등을 개설한다. 모국에 대한 사랑, 당에 대한 사랑, 국민에 대한 사랑(과거 마오 주석에 대한 사랑)을 강조한 정치와 도덕적 훈련에 대한 일반 지식이 교육과정의 또 다른 부분이다. 외국어(일반적으로 영어)는 약 3학년 때 도입된다. 중국어와 수학은 예정된 수업 시간의 약 60%를 차지하고, 자연과학과 사회과학은 약 8%를 차지한다. 하급 및 유치원에서 핀인(중국어의 로마자 표기법) 로만화 체계를 가르쳤고 퍼통화(공통어)는 정규학교에서 가르친다. 교육부는 모든 초등학교에 도덕과 윤리 과목을 개설할 것을 요구했다. 4학년 때부터, 학생들은 보통 수업시간을 워크숍이나 농장에서의 생산 경험과 연관짓고 학업과 연관시키기 위해 한 학기에 2주씩 생산적인 노동을 수행해야 한다. 거의 대부분의 학교는 학생들을 레크리에이션과 지역 봉사 활동에 참여시키기 위해 최소한 일주일에 하루씩 방과 후 활동을 한다.

## 중학 교육
일반 중등학교('보통 중학'이라고 하며 우리나라의 인문계 중학교에 해당)
-- 중학교(初級中學)과 고등학교(高級中學)으로 나누며, 이를 합한 6년제 중등학교인 '완전중학(完全中學)'과 농촌 등 일부지역의 경우 초등학교(小學) 5년과 중학교(初級中學) 4년이 합쳐진 학교도 운영
- 대도시의 고급중학은 입학시험을 거쳐야 하며, 세칭 유명학교는 커트라인이 상대적으로 높은 편

중국은 의무교육 과정인 초·중학교 과목 중 어문, 역사, 지리, 수학, 외국어, 물리, 화학, 생물 등 기본 입시과목을 학과류(學科類)로, 체육, 예술, 과학 등 그 외 과목을 비학과류로 분류해 가르친다.

## 대입시험(가오카오)
가오카오는 중국의 중앙정부가 시행하는 대학 입학시험을 말한다. 정식 명칭은 '일반대학입학 전국통일시험(普通高等学校招生全国统一考试, The National College Entrance Examination)'이다.
매월 6월 초가 되면 중국 온 나라의 관심을 모으는 중요한 '국사'가 있다. 한국의 대입수학능력 시험에 해당하는 가오카오가 그것이다. 시험 과목은 동일하지만 출제는 지역별로 다르다. 가오카오는 1952년에 국가 공업화 건설에 필요한 인재를 양성하기 위해 소련의 고등교육체계를 모방하여 시작됐다. 그리고 1966년부터 1976년까지 문화대혁명 기간 동안 잠시 폐지되었다가 이후 1977년에 다시 시작됐다.

## 학교 일과 특징

### 낮잠
중국은 일이나 학업을 할 때 효율성을 중요하게 여겨 낮잠이 필수라고 생각한다. 따라서 중국에는 낮잠 문화가 있다. 유치원부터 시작해 초, 중, 고등학교, 대학교 심지어 직장에서까지 낮잠 문화가 생활 속 깊숙이 자리하고 있다. 중국의 학교는 점심시간 이후에 5교시 시작 전 낮잠을 자는 시간이 따로 정해져 있어 학생들은 낮잠을 즐기며 학교생활을 한다.

### 체조
중국 학교에서는 1,2 교시가 끝나고 전교생이 피로를 풀고 건강 유지뿐만 아니라 아직 잠들어 있는 뇌를 깨워주어 학습효과를 높이게 해줄 수 있는 시간이 있다. 모두 다 같이 눈 주변을 손가락으로 지압하는 눈 건강 체조도 있다. 학생들은 근시를 예방하기 위해 눈의 피로를 풀어주고 시력 건강을 챙긴다. 이 체조는 학생들이 공부에 집중할 수 있도록 만든 다양한 정책 중 하나라고 할 수 있다.
1. 눈 미간 사이에 있는 천응혈을 엄지손가락으로 둥글개 마사지한다. 나머지 손가락은 이마 위에 살포시 올려 마사지 해준다.
2. 눈과 코 사이에 오목한 부분인 정명혈을 검지를 사용해 지압해주며 둥글게 마사지해준다.
3. 눈에서 3cm정도 아래, 광대 밑 오목한 부위인 사백혈을 검지를 사용해 지압해주며 둥글게 마사지해준다.
4. 엄지를 제외한 네 손가락은 가볍게 주먹 쥐고, 엄지는 관자놀이를 눌러준다. 그리고 검지의 측면으로 눈 주위의 뼈를 가볍게 쓸어주며 마사지 해준다.
5. 뒷목 중앙의 머리 뼈에서 좌우 양측으로 1.5cm 정도 떨어진 곳에 위치하는 풍지혈을 검지와 중지로 지압해주며 둥글게 마사지해준다.
6. 엄지와 검지로 귓볼을 눌러준다.

### 중국 눈 체조 효과
중국 눈 체조는 특히 눈 주위의 경혈을 자극하여 눈의 혈액 순환을 좋게하고 눈의 피로를 회복시키는데 도움을 주며 안구 회전 운동 등으로 수정체와 연결된 근육및 신경조직을 튼튼하게 하여 수정체의 탄력성을 유지하는데도 기여를 하는 것으로 알려졌다.

### 중국 눈 체조 주의점
일부 안과전문의들은 이 눈체조에서 특히 안구자체를 마사지할 때 수정체에 지나친 압력을 가하면 안구내부에 손상을 줄 수도 있다고 경고하고 있다.

## 중국의 사교육
중국 당국은 2021년 7월 가정의 부담을 줄이고 자본의 무분별한 확장을 막겠다며 의무교육 대상인 초등·중학교 학생들의 숙제와 과외 부담을 덜어주는 '솽젠(雙減)' 정책을 시행했습니다.
개인이나 단체가 허가 없이 만3세 이상 미취학 어린이와 초·중·고교 학생을 대상으로 웹사이트를 개설하거나 교육 공간을 마련할 경우 불법 소득의 최대 5배에 달하는 벌금을 내야 함
특히 영어, 수학, 과학 등 교과목 과외를 하는 경우에는 최대 10만 위안, 약 1천820만 원의 벌금을 내야함

유치원은 취학 전 아동의 심신 발달과 연령 특성을 고려해 보육 및 교육 활동을 실시해야 하며 초등학교 과정의 교과 내용을 가르치거나 초등학교의 교육 방식을 채택해서는 안 된다고 명시했다.
또 유치원은 취학 전 아동의 안전을 최우선으로 삼아야 하며 안전 책임에 대한 관련 규정을 확실하게 준수하도록 했다.

## 같이 보기
- 중국의 과거제
- 분류:중화인민공화국의 성별 교육